# Lysebotn
Lysebotn je vesnice v jihozápadním Norsku, která je součástí obce Forsand. Rozkládá se na východním konci Lysefjordu v kraji Rogaland.
Nachází se zde velká vodní elektrárna, která zásobuje okolní oblast dodávkami elektrické energie. Jedná se oblíbený turistický cíl, jelikož se odsud dá nejlépe dostat na horu Kjerag. Spojení s okolním světem je zajištěno po fjordu pomocí trajektů. Dále se zde nachází malá dřevěná kaple a turistický kemp.

## Galerie

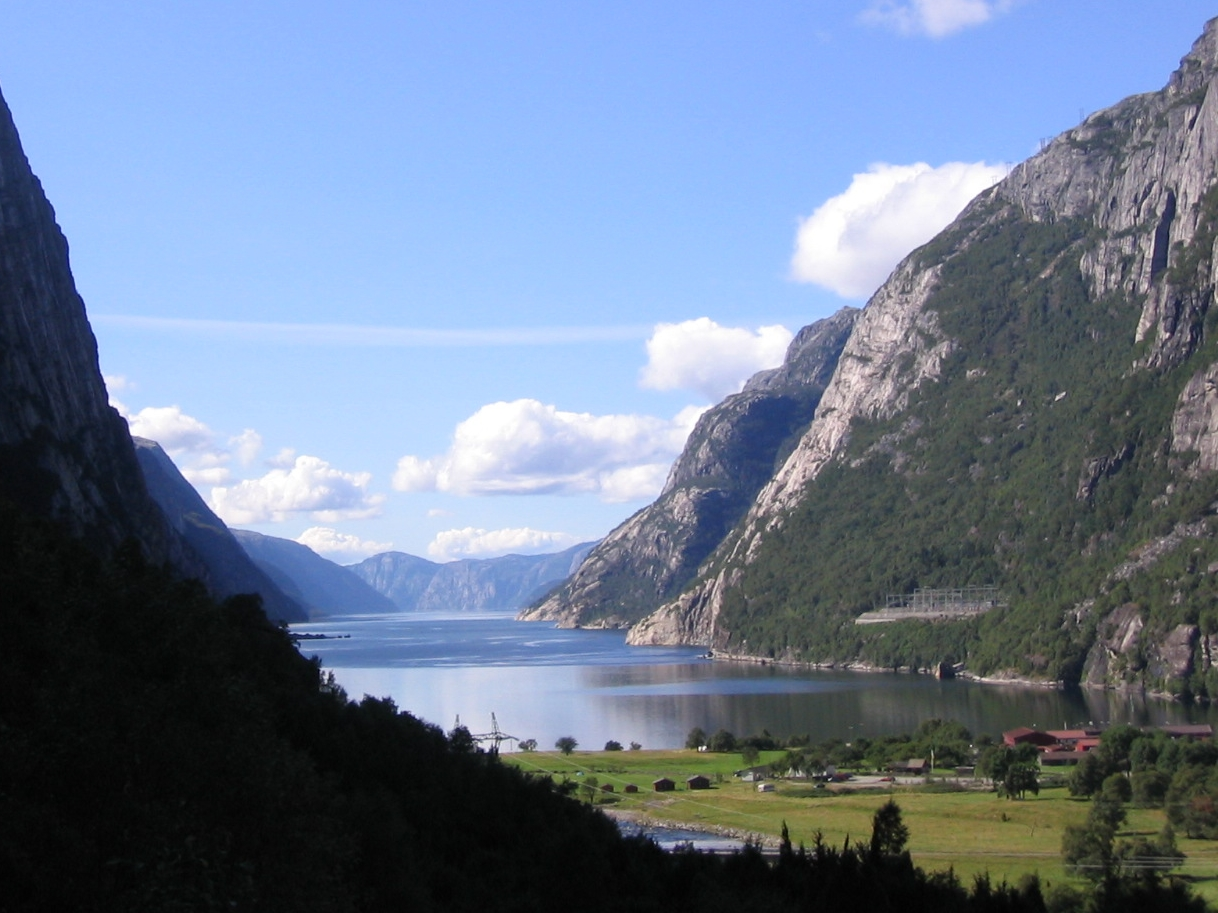
Lysebotn a Lysefjord
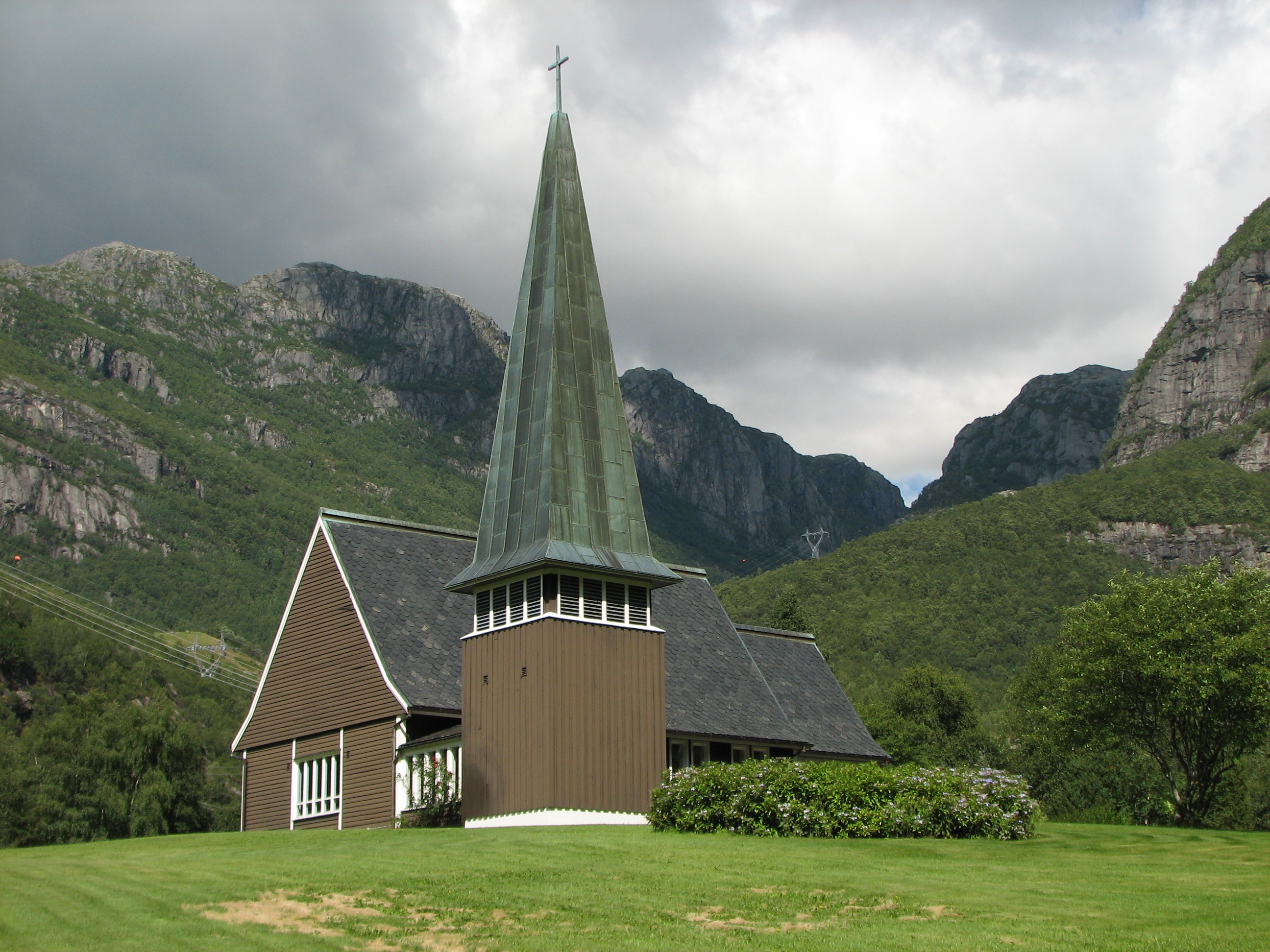
Dřevěná kaple z roku 1961
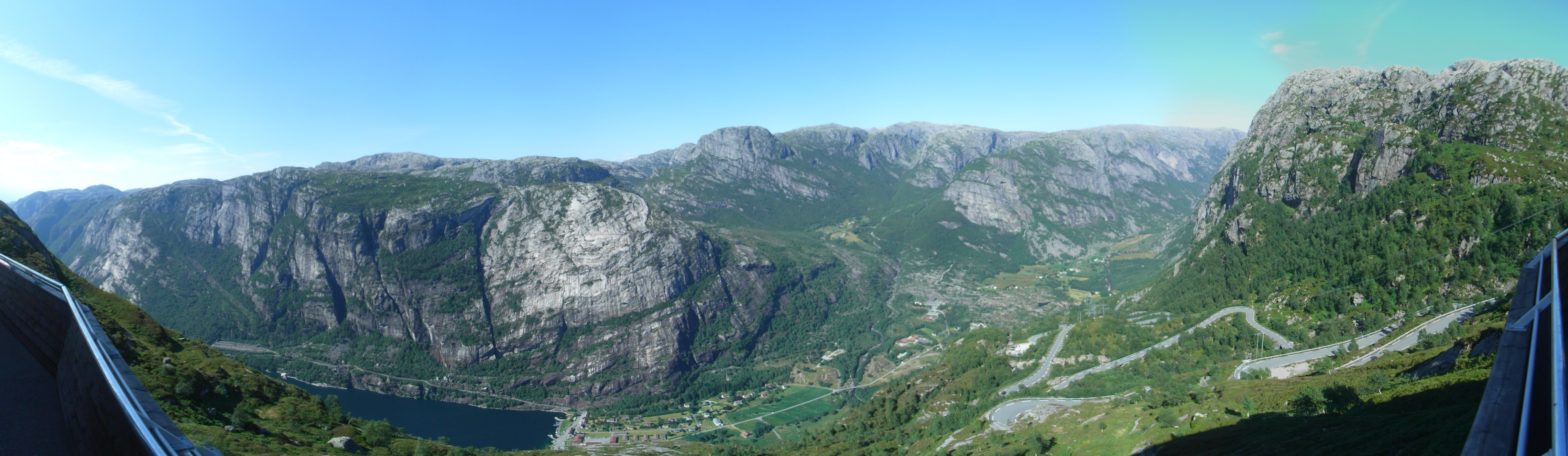
Pohled na údolí s vesnicí